# Северо-Кавказский федеральный университет
Северо-Кавка́зский федера́льный университе́т — федеральный университет в Ставрополе, созданный в 2012 году на базе Северо-Кавказского государственного технического университета путём присоединения Ставропольского государственного университета и Пятигорского государственного гуманитарно-технологического университета.

## История
СССР
- 6 декабря 1930 года создан Ставропольский агропедагогический институт. В 1932 году переименован в Ставропольский государственный педагогический институт (СГПИ). В 1940 году к нему был присоединён Ставропольский учительский институт иностранных языков. Во время Великой Отечественной войны с августа 1942 года по январь 1943 года институт не работал. В 1958 году институт стал высшим учебным заведением I категории. В 1980 году, в год своего 50-летия за большие заслуги в подготовке педагогических кадров и интернациональном воспитании студентов институт был награждён орденом Дружбы народов. В 1993 году  преобразован в Ставропольский государственный педагогический университет (СГПУ). В 1996 году на базе СГПУ и филиала Московской государственной юридической академии был создан Ставропольский государственный университет[2].
- 2 июня 1971 года был создан Ставропольский политехнический институт[3] (впоследствии: Ставропольский государственный технический университет (1994), Северо-Кавказский государственный технический университет (1999)).

Россия
- В 1999 году распоряжением Правительства Российской Федерации был создан Пятигорский государственный технологический университет[4].
- 23 января 2010 на совещании в Пятигорске Председатель Правительства Российской Федерации заявил о создании Северо-Кавказского федерального университета[5].
- 18 июля 2011 Президент Российской Федерации подписал указ о создании Северо-Кавказского федерального университета на базе Северо-Кавказского государственного технического университета путём присоединения к нему других образовательных учреждений[6].
- 22 февраля 2012 г. распоряжением Правительства Российской Федерации создан Северо-Кавказский федеральный университет[7].
- 28 мая 2012 г. начата процедура присоединения к СКФУ Ставропольского государственного и Пятигорского государственного гуманитарно-технологического университетов[8].

## Структура
В структуре вуза 4 института, 10 факультетов, 1 высшая школа в Ставрополе и два института (филиала) в Пятигорске и Невинномысске.
Институты
- Гуманитарный институт
- Институт перспективной инженерии
- Институт экономики и управления
- Юридический институт

Факультеты
- Факультет нефтегазовой инженерии
- Физико-технический факультет[9]
- Химический факультет
- Психолого-педагогический факультет
- Факультет пищевой инженерии и биотехнологий имени академика А.Г. Храмцова
- Факультет физической культуры и спорта
- Медико-биологический факультет
- Факультет математики и компьютерных наук имени профессора Н.И. Червякова
- Факультет международных отношений
- Факультет сельского хозяйства

Высшие школы
- Высшая школа креативных индустрий

Филиалы
- Пятигорский институт (филиал) СКФУ[10]
- Невинномысский технологический институт (филиал) СКФУ[11]

Среднее профессиональное образование (СПО)
- Колледж СКФУ в г. Ставрополе
- Колледж Пятигорского института СКФУ

Специализированный учебный научный центр
Специализированный учебный научный центр создан в 2020 году с возможностью обучения в физико-математическом и биолого-химическом классах.
По итогам конкурса Минобрнауки России 2021 г. СУНЦ стал победителем конкурса грантов на развитие сети СУНЦ по начальной подготовке высококвалифицированных кадров для инновационного развития России.
С 2022 учебного года появилось ещё два профиля: гуманитарный и социально-экономическое
Набор старшеклассников на обучение ведётся по 3 профилям: гуманитарный, социально-экономический; универсальный. Универсальный профиль включает в себя следующие направления подготовки: биологическое, информационно-математическое, социально-гуманитарное, физико-техническое (инженерное), химическое, физико-математическое.
Военный учебный центр
В структуре вуза функционирует военный учебный центр, в котором осуществляется военное обучение по программам подготовки офицеров, сержантов и солдат запаса.
Ресурсный учебно-методический центр по обучению инвалидов и лиц с ограниченными возможностями здоровья
В 2016 году открыт создан учебно-методический центр для обеспечения методической поддержки образовательных учреждений северокавказского региона в области инклюзивного образования.
Центры коллективного пользования научным оборудованием
В каталог научно-технологической инфраструктуры Российской Федерации внесено два центра коллективного пользования научным оборудованием.

## Управление университетом
Наблюдательный совет
Для управления университетом функционирует Наблюдательный совет.
Ректоры
- С 2012 года по август 2019 года ректор, врио ректора — Левитская Алина Афакоевна[19].
- С августа по октябрь 2019 года врио ректора — Соловьёва Ирина Васильевна[20].
- С 6 ноября 2019 года по 15 июля 2020 врио ректора[21][22], с 16.07.2020 г. ректор — Беспалов Дмитрий Николаевич[23].
- С 29 июля 2025 года - И.о. ректора Шебзухова Татьяна Александровна.

## Рейтинги
| Составитель                                                          | Название рейтинга                                                                                                   | 2019 г. | 2020 г.   | 2021 г.       | 2022 г.      | 2023 г.      | 2024 г.      | 2025 г.      |
| QS Quacquarelli Symonds                                              | QS World University Rankings (EECA University Rankings)                                                             | 251-300 | 251-300   | 251-300       | 251-300      |              |              |              |
| QS Quacquarelli Symonds                                              | QS World University Rankings (BRICS Rankings)                                                                       | 231-240 |           |               |              |              |              |              |
| Times Higher Education (THE)                                         | THE Impact Rankings                                                                                                 |         |           | 401-600       | 601-800      | 601-800      | 801-1000     | 801-1000     |
| Times Higher Education (THE)                                         | THE Young University Rankings                                                                                       |         |           |               | reporter     | 501+         | 601+         | 601+         |
| Times Higher Education (THE)                                         | THE World University Rankings by subject: Physical sciences                                                         |         |           |               |              | 801-1000     | 1001+        | 1001+        |
| Times Higher Education (THE)                                         | THE World University Rankings by subject: Engineering                                                               |         |           |               |              | 1001+        | 1001+        | 1251+        |
| Times Higher Education (THE)                                         | THE World University Rankings by subject: Computer Science                                                          |         |           |               |              |              | 801-1000     | 1001+        |
| RUR Rankings Agency                                                  | RUR Ranking |         | 778       | 798           | 819          | 858          | 712          | 683          |
| RUR Rankings Agency                                                  | RUR Technical Sciences Rankings                                                                                     |         | 717       | 734           | 705          | 730          | 629          |              |
| RUR Rankings Agency                                                  | RUR Natural Sciences Rankings                                                                                       |         | 638       | 563           | 480          | 529          | 484          |              |
| RUR Rankings Agency                                                  | RUR Humanities Ranking                                                                                              |         | 538       | 515           | 483          | 427          | 337          |              |
| RUR Rankings Agency                                                  | RUR Social Sciences                                                                                                 |         |           |               |              |              | 615          |              |
| RUR Rankings Agency                                                  | RUR Life Sciences                                                                                                   |         |           |               |              |              | 429          |              |
| Российский союз ректоров                                             | Московский международный рейтинг вузов «Три миссии университета»                                                    |         | 1401-1500 | 1401-1500     | 1501-1650    | 1401-1500    | 1201-1300    | 1201-1300    |
| Российский союз ректоров                                             | Пилотный рейтинг университетов стран БРИКС                                                                          |         |           |               |              |              | 201-250      |              |
| Ассоциация «Гильдия экспертов в сфере профессионального образования» | Национальный агрегированный рейтинг вузов 2021                                                                      |         |           | 20            |              |              |              |              |
| Интерфакс                                                            | Национальный рейтинг университетов                                                                                  | 35      | 39        | 36            | 28           | 28           | 33           | 30           |
| МИА «Россия Сегодня»                                                 | Рейтинг востребованности вузов (МИА «Россия сегодня»)                                                               | 8       |           |               |              |              |              |              |
| Российский индекс научного цитирования                               | Высшие учебные заведения РФ, i-индекс цитирования в РИНЦ                                                            | 27      |           |               |              |              |              |              |
| РАЭКС Аналитика (RAEX)                                               | RAEX Топ-100 вузов                                                                                                  | 93      | 81        | 74            | 72           | 71           | 68           | 58           |
| РАЭКС Аналитика (RAEX)                                               | Топ-50 вузов России в сфере «Информационные технологии» (RAEX)                                                      | 46      |           |               |              |              |              |              |
| РАЭКС Аналитика (RAEX)                                               | Топ-50 вузов России в сфере «Экономика и управление» (RAEX)                                                         | 24      |           |               |              |              |              |              |
| РАЭКС Аналитика (RAEX)                                               | Рейтинг вузов по естественно-математическому направлению                                                            |         |           | 24            |              | 26           |              |              |
| РАЭКС Аналитика (RAEX)                                               | Рейтинг вузов по инженерно-техническому направлению                                                                 |         |           | 37            |              | 32           |              |              |
| РАЭКС Аналитика (RAEX)                                               | Предметные рейтинги: химия                                                                                          |         |           |               | 15           |              |              |              |
| РАЭКС Аналитика (RAEX)                                               | Предметные рейтинги: биология                                                                                       |         |           |               | 15           |              |              |              |
| РАЭКС Аналитика (RAEX)                                               | Предметные рейтинги: биотехнология и биоинженерия                                                                   |         |           |               | 11           |              |              |              |
| РАЭКС Аналитика (RAEX)                                               | Предметные рейтинги: география                                                                                      |         |           |               | 9            | 19           | 11           | 17           |
| РАЭКС Аналитика (RAEX)                                               | Предметные рейтинги: история и археология                                                                           |         |           |               | 14           |              |              | 19           |
| РАЭКС Аналитика (RAEX)                                               | Предметные рейтинги: менеджмент                                                                                     |         |           |               | 17           |              |              |              |
| РАЭКС Аналитика (RAEX)                                               | Предметные рейтинги: нефтегазовое дело                                                                              |         |           |               | 15           |              | 15           |              |
| РАЭКС Аналитика (RAEX)                                               | Предметные рейтинги: педагогическое образование                                                                     |         |           |               | 12           | 16           |              |              |
| РАЭКС Аналитика (RAEX)                                               | Предметные рейтинги: пищевые технологии                                                                             |         |           |               | 1            |              |              |              |
| РАЭКС Аналитика (RAEX)                                               | Предметные рейтинги: строительство                                                                                  |         |           |               | 17           |              |              |              |
| РАЭКС Аналитика (RAEX)                                               | Предметные рейтинги: энергетика, энерг. машиностроение и электроэлектроника                                         |         |           |               | 16           |              |              |              |
| Аналитический центр «Эксперт»                                        | Предметный рейтинг научной продуктивности (Рейтинг факультетов) Экономика и менеджмент                              | 27      |           |               |              |              |              | 15-16        |
| Аналитический центр «Эксперт»                                        | Предметный рейтинг научной продуктивности (Рейтинг факультетов) Гуманитарные науки                                  | 27      | 30        | 34            |              |              |              |              |
| Аналитический центр «Эксперт»                                        | Предметный рейтинг научной продуктивности (Рейтинг факультетов) Социальные науки                                    | 19-23   |           |               |              |              |              |              |
| Аналитический центр «Эксперт»                                        | Рейтинг публикационной активности российских университетов Компьютерные науки                                       |         | 39-40     | 36-37         | 23-25        | 26           | 29           | 45-46        |
| Аналитический центр «Эксперт»                                        | Рейтинг публикационной активности российских университетов Компьютерные науки: Аппаратное обеспечение и архитектура |         | 26-27     |               |              |              |              |              |
| Аналитический центр «Эксперт»                                        | Рейтинг публикационной активности (рейтинг факультетов) Компьютерные науки: Искусственный интеллект                 |         |           | 24-25         | 24-26        | 22-23        | 20-21        | 28-32        |
| Аналитический центр «Эксперт»                                        | Рейтинг публикационной активности российских университетов Компьютерные науки: Компьютерное зрение                  |         |           |               |              |              | 28           |              |
| Аналитический центр «Эксперт»                                        | Рейтинг публикационной активности российских университетов Энергетика: Возобновляемая энергетика                    |         |           |               |              | 43           | 50-51        |              |
| Аналитический центр «Эксперт»                                        | Рейтинг публикационной активности российских университетов Химия                                                    |         |           |               |              |              |              | 36-37        |
| Аналитический центр «Эксперт»                                        | Рейтинг публикационной активности российских университетов Фармакология                                             |         |           |               |              |              |              | 20           |
| Universitas Indonesia                                                | UI GreenMetric: мировой                                                                                             |         |           | 812           | 923          | 1033         | 1227         |              |
| Ассоциация «Гильдия экспертов в сфере профессионального образования» | Глобальный агрегированный рейтинг                                                                                   |         | Топ 10%   | Топ 10%       | Топ 10%      | Топ 10%      | Топ 10%      | Топ 10%      |
| Ассоциация «Гильдия экспертов в сфере профессионального образования» | Национальный агрегированный рейтинг                                                                                 |         | 1 лига    | Топ-50 1 лига | Премьер-лига | Премьер-лига | Премьер-лига | Премьер-лига |
| группа SCImago                                                       | Scimago institutions rankings                                                                                       |         |           |               |              | 7830         | 4108         | 3657         |
| Международный портал высшего образования и поисковая система         | UniRank — вебометрический рейтинг университетов                                                                     |         |           |               |              |              | 2765         | 2716         |

## Научные исследования
Приоритетные направления развития обозначены в программе развития на 2021—2030 годы, утверждённой распоряжением Правительства Российской Федерации:
- в сфере АПК и перерабатывающей промышленности: пищевые биотехнологии здорового долголетия, генетика и селекция мясного овцеводства, новые средства защиты растений и животных, цифровые технологии для агропромышленного комплекса;
- в области электроэнергетики: технологии энергоэффективности и устойчивого энергоснабжения;
- новые методологии органического синтеза для получения новых биологически активных соединений для медицинской химии; физика и технологии наносистем и наноматериалов; нейроматематика и информационные технологии (включая роботизированные технологии);
- вклад в развитие социально-гуманитарных и экономических процессов за счет развития экспертных сообществ и формирования эксклюзивных образовательных программ в таких областях, как национальная безопасность;
- развитие общероссийской цивилизационной идентичности и гражданского патриотизма, этнополитические и этнокультурные процессы современного мира; урбанизация, территориальная организация населения;
- демографическое развитие, территориальное планирование; исследования о человеке и обществе для устойчивого развития территориальных социально-экономических систем; развитие индустрии туризма и гостеприимства;
- биоразнообразие, окружающая среда; образование, социальная работа и реабилитология.

Научно-исследовательская работа осуществляется в рамках 27 научных школ и 50 научных направлений.
Основные научные направления:
органическая химия; инновационные стратегии для создания лекарственных препаратов; физика магнитных наносистем; нанотехнологии и новые материалы; биомедицинские технологии; технологии живых систем; биологическая безопасность и биотехнологии продуктов питания; технологии производства, переработки и хранения сельскохозяйственной продукции, сырья и продовольствия; аэрокосмические и геоинформационные технологии; территориальное планирование; нейроматематика и информационные технологии (включая роботизированные технологии); параллельные и высокопроизводительные вычисления; прикладная математика и математическое моделирование; комплексная информационная безопасность инфраструктурных объектов и территорий; энергоэффективность и энергосбережение; этнодемографические процессы, конфликтология; социально-политические и гуманитарные исследования и технологии, кавказоведение, культура и традиции народов Северного Кавказа
На базе вуза функционирует 9 диссертационных советов по 17 научным специальностям.
Научная библиотека вуза насчитывает 1,5 миллионов единиц хранения, в том числе изданных в XVII веке и позднее .
По грантам Российского научного фонда выполняются исследования по синтезу веществ, активных в отношении клеток различного типа раковых опухолей созданию  БАДов; разработке функциональных кисломолочных продуктов питания, созданию систем хранения и передачи данных на основе облачных технологий; созданию новых материалов для оптической керамики, разработке искусственных нейронных сетей, техническому зрению; проводятся социокультурные исследования о Северном Кавказе.
В рамках федеральной целевой программы "Исследования и разработки по приоритетным направлениям развития научно-технологического комплекса России на 2014-2020 годы" реализованы проекты по разработке технологий интеллектуальных систем учёта электроэнергии, разработке программно-аппаратных комплексов, разработке беспилотных летательных аппаратов в особых навигационных системах.
При поддержке Фонда перспективных исследований разработана технология изготовления керамики лазерного качества с высокой степенью прозрачности, получены отечественные дешёвые образцы керамических рабочих тел, которые могут использованы в конструкциях твердотельных дисковых лазерах с диодной накачкой.
В 2019 г. и 2021 гг. по итогам реализации проекта в 9 и 14 очереди конкурса по Постановлению Российской Федерации № 218 "О мерах государственной поддержки развития кооперации российских высших учебных заведений и организаций..." индустриальным партнёром открыт цех по производству фармакопейной и пищевой лактозы и создано первое в России высокотехнологичное производство пребиотика лактулозы и функциональных молочных ингредиентов для импортозамещения в медицине, ветеринарии, детском питании, производстве лечебно-профилактических продуктов для людей.

## Образовательный процесс
Численность научно-педагогических работников составляет более 1,5 тысячи человек.
Численность студентов насчитывает 25,7 тысяч.
В марте 2020 г. вузом пройдена государственная аккредитация образовательных программ.
Реализуется 223 направлений подготовки и специальностей высшего образования, 18 специальностей и 2 профессии среднего профессионального образования, более 500 дополнительных образовательных программ.
- Информационные технологии
- Математическое моделирование
- Защита информации
- Электроника
- Нанотехнологии
- Электроэнергетика
- Экология и рациональное природопользование
- Биология
- История
- Экономика
- Менеджмент
- Философия
- Социология
- Юриспруденция
- Педагогика
- Психология
- Физика
- Химия
- Технологии машиностроения
- Лингвистика
- Строительство
- Дизайн
- Фундаментальная медицина
- Клиническая медицина
- Фармация
- Сервис и туризм
- Физическая культура и спорт
- Биотехнологии